# Löhr Center
El Centro Löhr  es un centro comercial en el centro de la ciudad de Coblenza. Fue inaugurado en 1984 al norte adyacente a la Iglesia del Sagrado Corazón. El operador de Löhr-Center es ECE Projektmanagement GmbH & Co. KG, que también opera el Forum Mittelrhein en la plaza central de Coblenza.

## Descripción

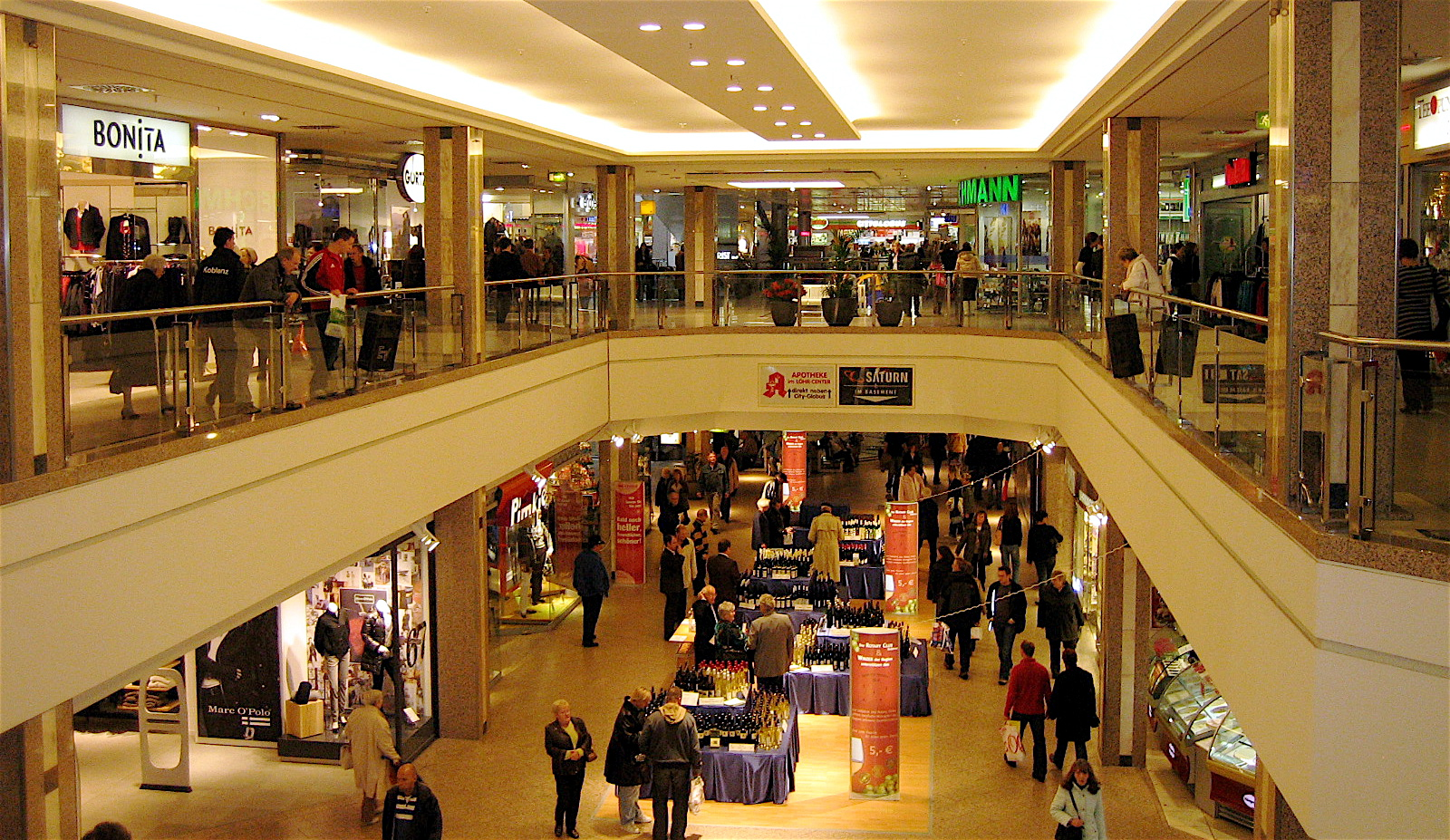
Vista interior del centro de Löhr.

Alrededor de 32,000 metros cuadrados de espacio de ventas en tres niveles son utilizados por 130 tiendas con un enfoque en moda, textiles y accesorios, así como un hipermercado, dos librerías, una tienda de ropa, tiendas de decoración, una farmacia, un quiosco, una zona de comida fresca, una perfumería. varias prácticas médicas y bufetes de abogados y varios restaurantes y cafés, así como un salón de belleza y dos peluquerías. Tres niveles de estacionamiento con 1,400 espacios de estacionamiento están disponibles para los visitantes. Además, la parada ferroviaria Koblenz Stadtmitte, que cuenta con cinco líneas de tren regional / expreso regional, y la estación de autobuses Bahnhof Stadtmitte / Löhr Center con las principales conexiones de autobuses a la región se encuentran en el centro de Löhr. En la zona de captación del centro comercial viven alrededor de 862,000.